# Broughtonia sanguinea
Broughtonia sanguinea är en orkidéart som först beskrevs av Olof Swartz, och fick sitt nu gällande namn av Robert Brown. Broughtonia sanguinea ingår i släktet Broughtonia och familjen orkidéer.
Artens utbredningsområde är Jamaica. Inga underarter finns listade i Catalogue of Life.

## Bildgalleri

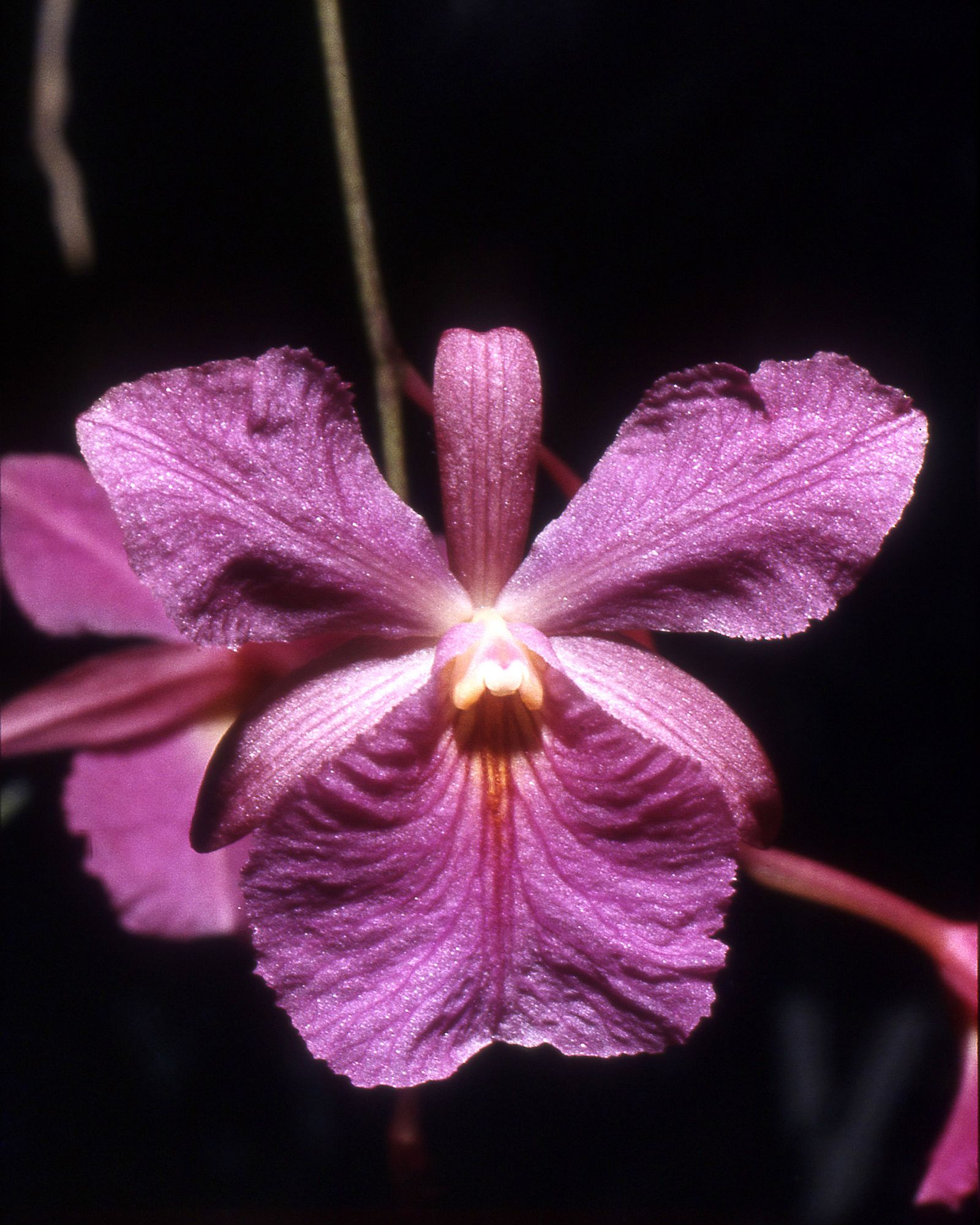
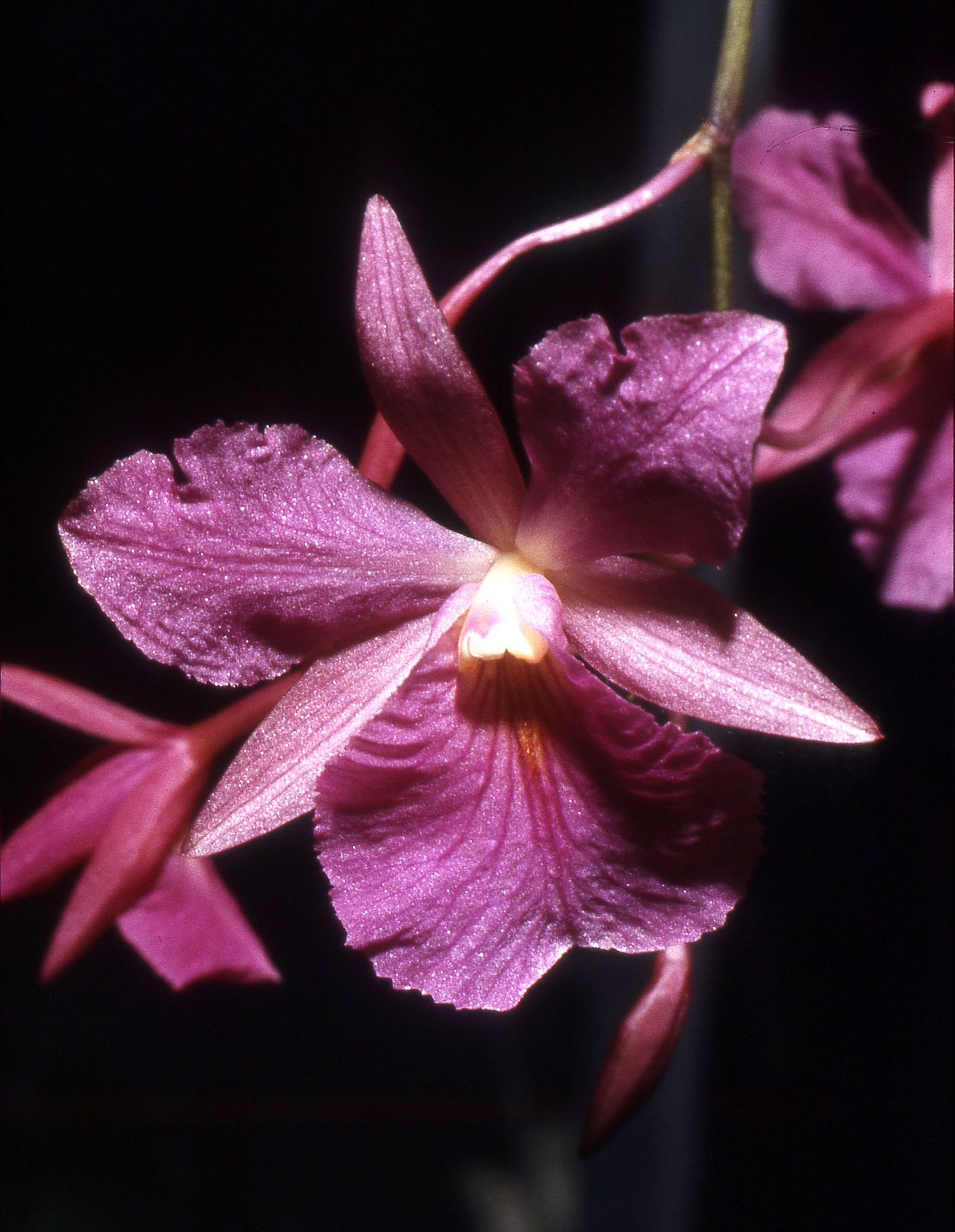
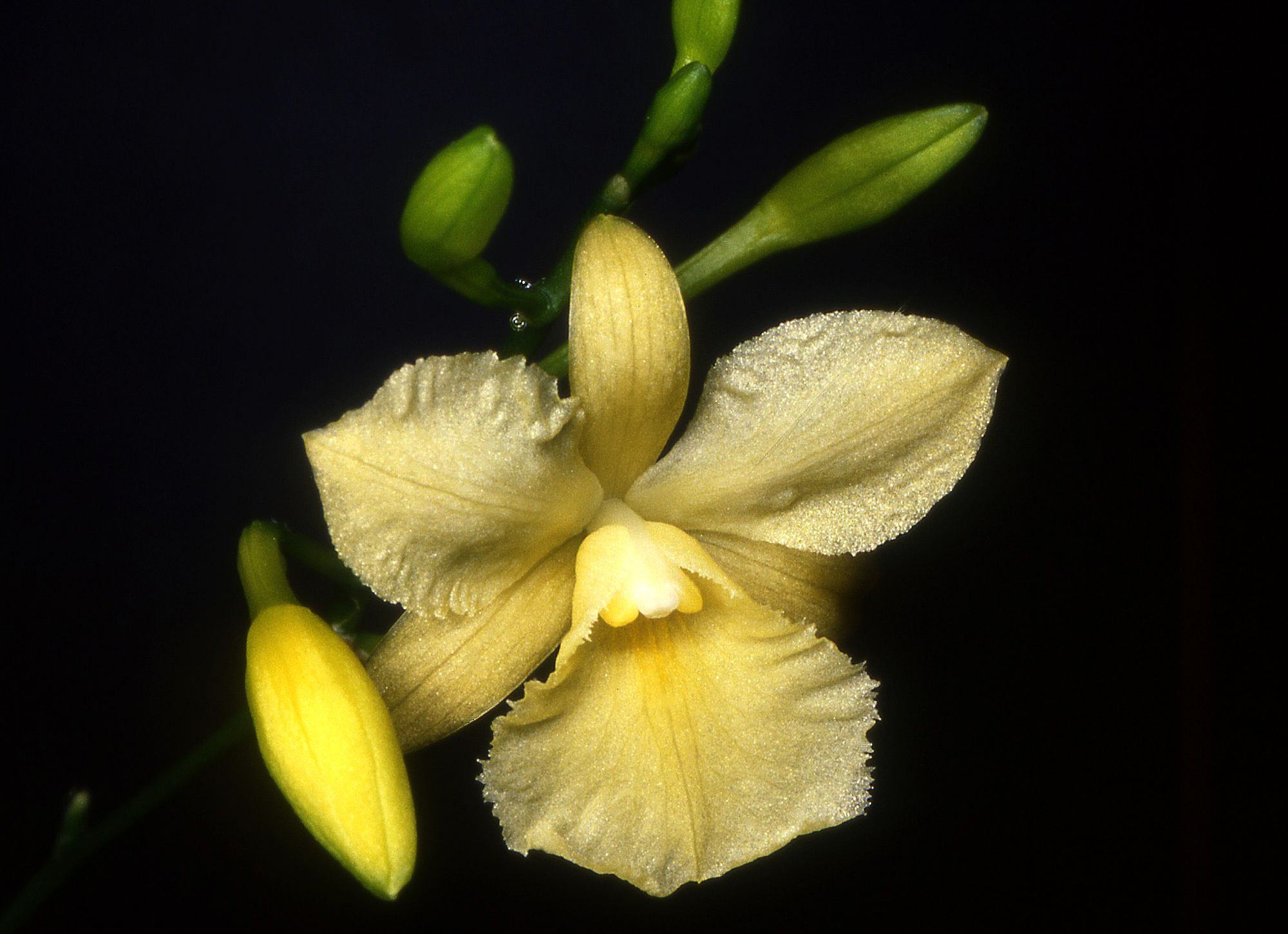
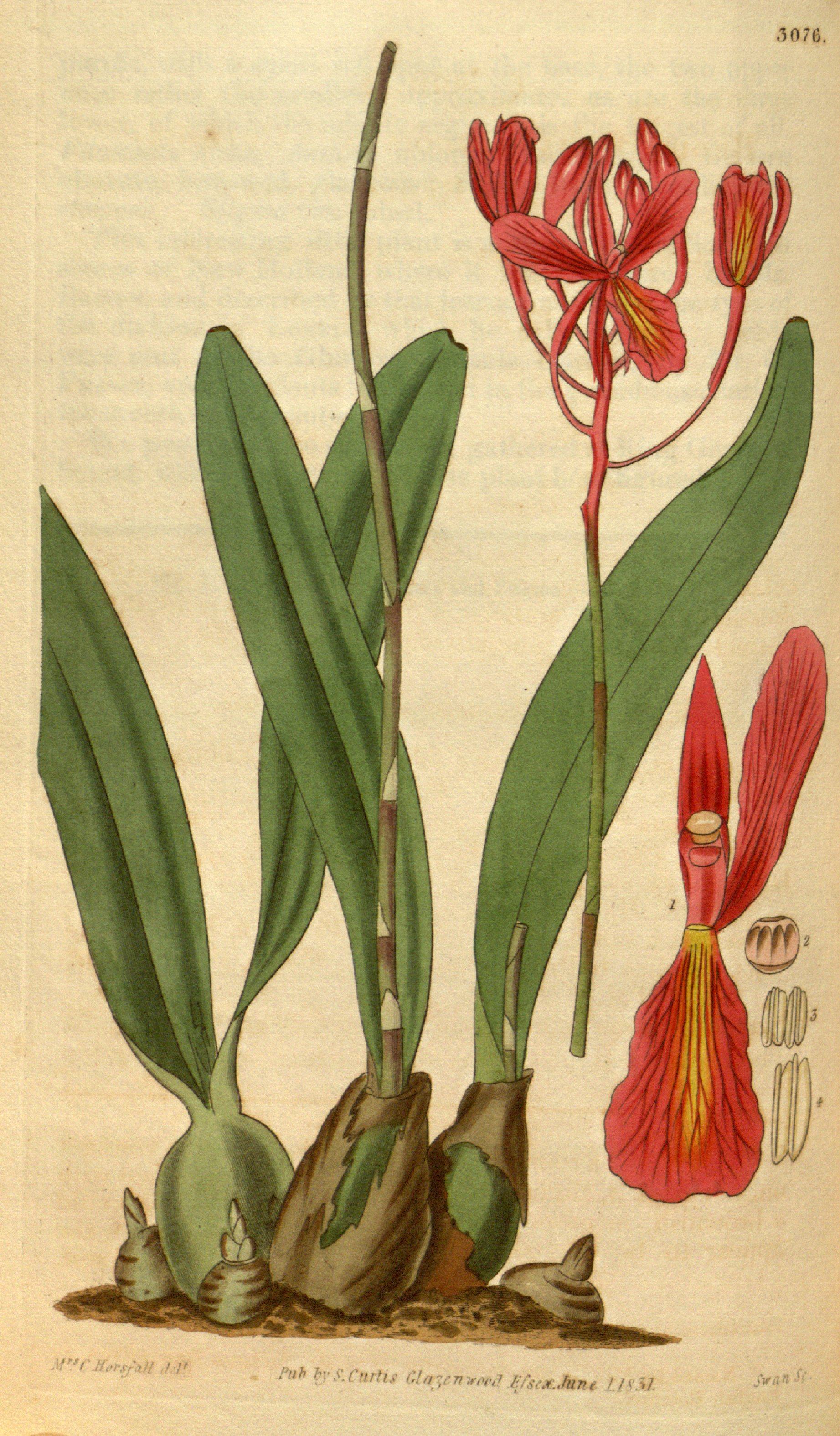
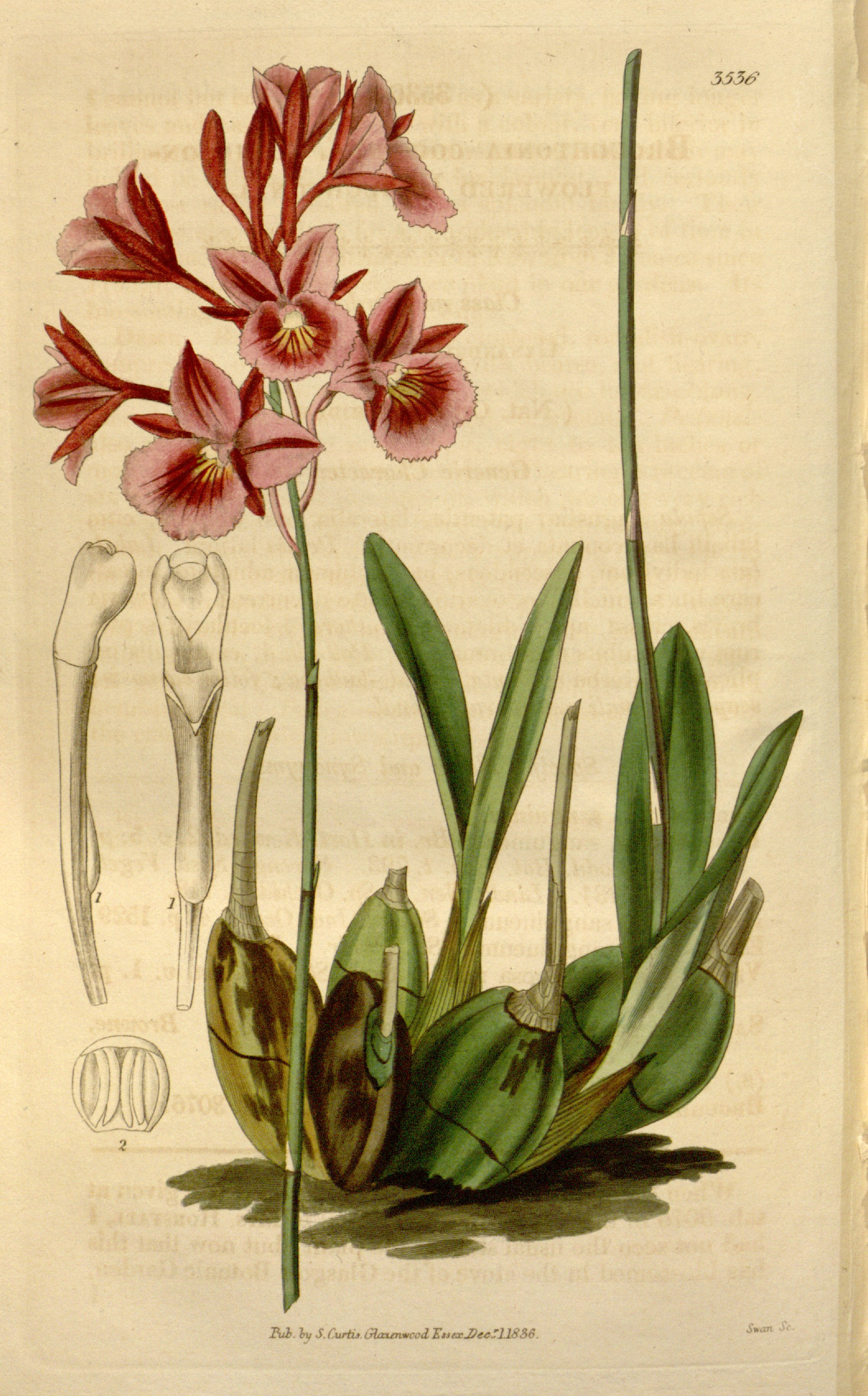
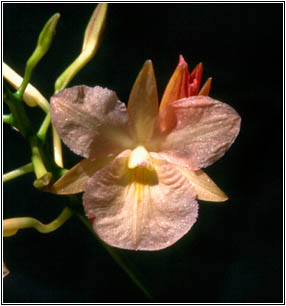